# Asos (Kefalonia)
Asos (griechisch Άσος (f. sg.), auch Assos Άσσος) ist ein Dorf mit dem Status einer Ortsgemeinschaft im Gemeindebezirk Erisos der Gemeinde Sami auf der griechischen Insel Kefalonia am Rand der Halbinsel Erisos, auf der sich die Burg Assos befindet. Es liegt an einem natürlichen Hafen, dessen eine Hälfte als Badestrand dient, während an der anderen Hälfte kleinere Fischerboote anlegen.
Den Ort wie nahezu die ganze Insel zerstörte das Erdbeben von 1953. Die Stadt Paris finanzierte den Wiederaufbau der zerstörten Häuser, so dass keine Änderung des Ortsbildes sichtbar ist. Heute erinnert daran ein Denkmal. Die wenigen halb verfallenen Häuser sind eher eine Folge der Entvölkerung, die nach dem Erdbeben folgte.
Die beschränkten geografischen Kapazitäten und die alte Bausubstanz haben die touristische Nutzung zumeist auf Durchreisende beschränkt, die auf dem Weg zum Strand Myrtos oder nach Fiskardo eine Pause einlegen.

## Burg Assos
In der Antike war das Gebiet der späteren Burg eine eigene Insel mit dem Namen „Asteris“. Auf ihr lag die Siedlung Nesiolae, durch Versandung wurde die küstennahe Insel allmählich Teil von Kefalonia, und ist seitdem durch einen Isthmus verbunden.
Die Burg Assos wurde 1585 als Zufluchtsort für die Einwohner des Ortes errichtet. Im Jahr 1593 beschlossen die Venezianer aufgrund der guten strategischen Lage, die Burg zu einer größeren Zitadelle auszubauen. Da aber das wichtigste Problem, die Wasserversorgung, nicht hinreichend gelöst werden konnte, wurde die Zitadelle nie fertiggestellt. Stattdessen wurde die Burg zum Verwaltungssitz der Venezianer, von dem aus der Norden der Insel verwaltet wurde.
Nachdem 1684 die Insel Lefkada wieder von den Venezianern zurückerobert wurde, büßte die Burg ihre überregionale strategische Bedeutung ein, wurde aber weiterhin von den Venezianern und den folgenden Mächten als Verwaltungsgebäude genutzt, weshalb sich die Burg heute in relativ vollständigem baulichen Zustand präsentiert. Beachtenswert sind die zwei Meter dicken Mauern.

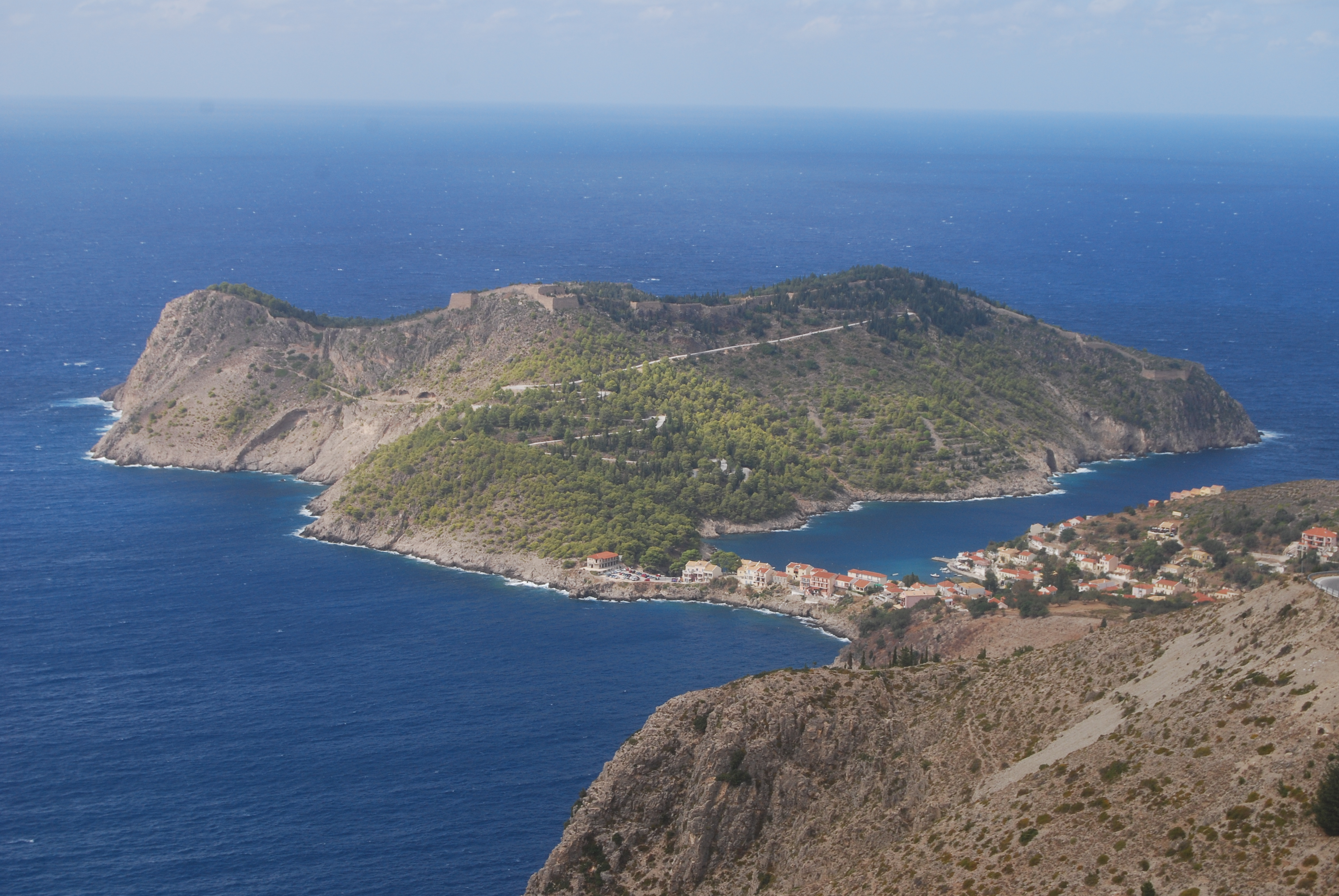
Blick von Osten auf Burg und Dorf Asos
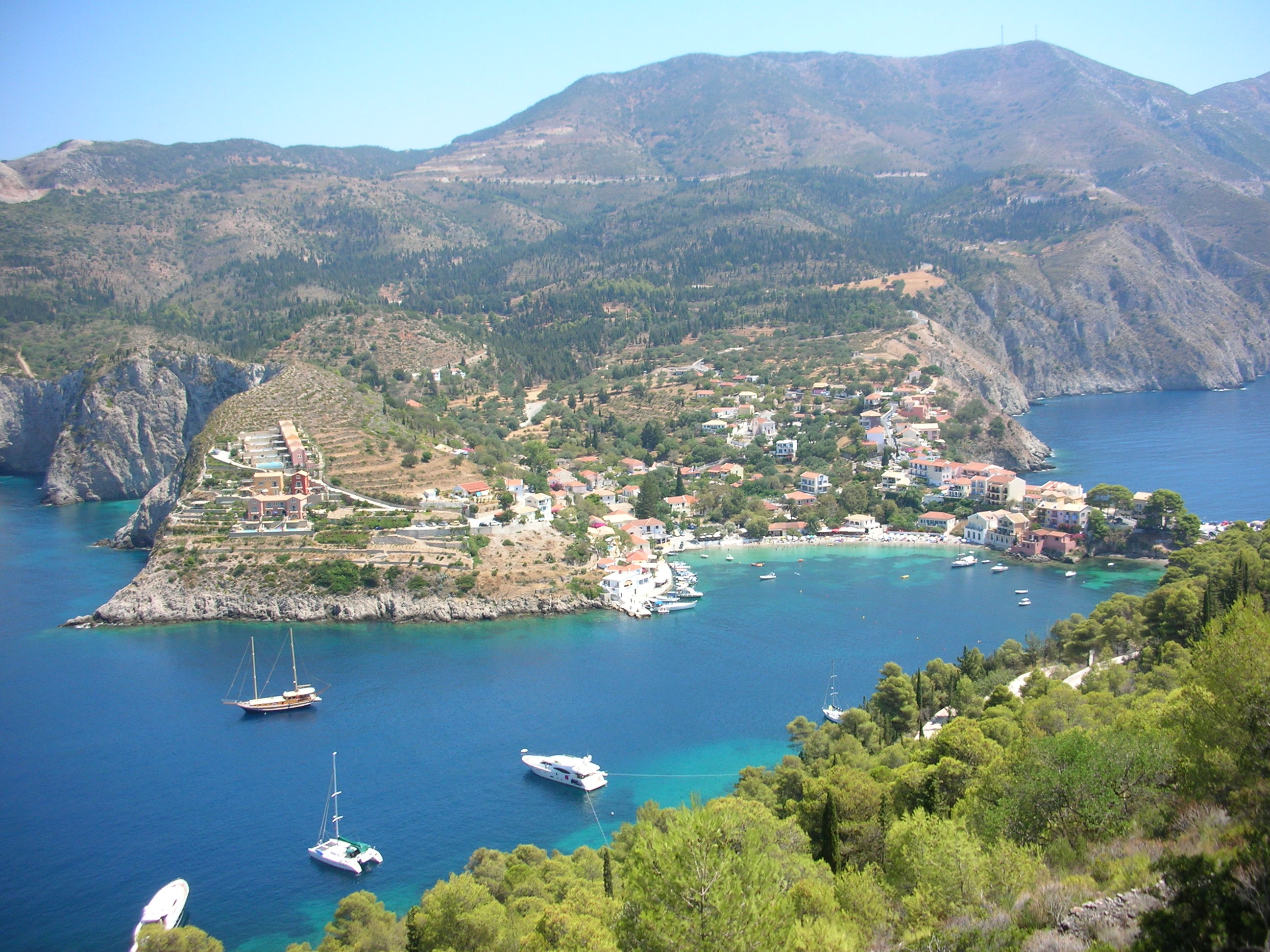
Blick von der Burg auf den Ort Assos
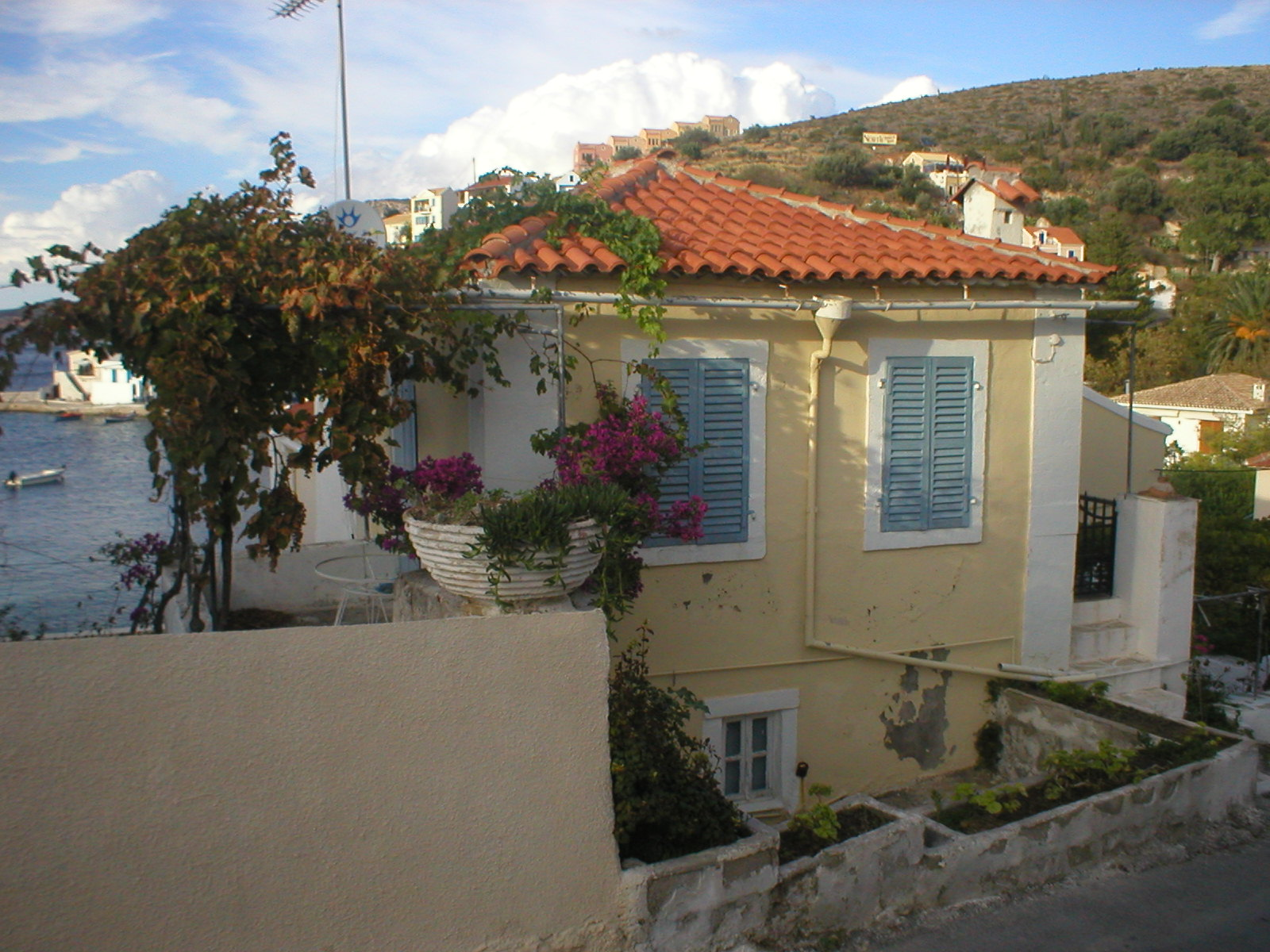
Ein Haus am Ortseingang